# John Alvheim
John Ingolf Alvheim (ur. 21 maja 1930 w Øygarden, zm. 5 grudnia 2005), polityk norweski, wieloletni deputowany do Stortingu.
Był z zawodu pielęgniarzem, asystującym przy czynnościach anestezjologicznych, pracował m.in. w misji norweskiego Czerwonego Krzyża w Libanie. Działał w Chrześcijańskiej Partii Ludowej, z ramienia której był zastępcą deputowanego do parlamentu w latach 1973–1977. Przeszedł następnie do Partii Postępowej. W latach 1989–2005 reprezentował z jej ramienia okręg Telemark w Stortingu, pełniąc m.in. funkcję przewodniczącego Komitetu Spraw Socjalnych od 1997. Mandat parlamentarny sprawował wyborów we wrześniu 2005.
Znany był głównie z zaangażowania w sprawy socjalne. W 2000 pewne kontrowersje wzbudziła jego wizyta na Kubie, gdzie był gościem rządu Fidela Castro.